# Juan Enrique Avila
Juan Enrique Avila (* 4. August 1892 in San Miguel; † 1968 in San Salvador) war ein Schriftsteller aus El Salvador. 
Avila studierte an der Universität von San Salvador Naturwissenschaften. In Chemie schloss er sein Studium erfolgreich mit einer Promotion ab. Später nahm er einen Ruf an dieser Universität an und wurde u. a. Dekan der Philosophischen Fakultät und Ordinarius für Chemie und Pharmazie. 
Zwischen 1948 und 1950 fungierte er als Außenminister seines Landes. 
Im Alter von ungefähr 76 Jahren starb Juan Enrique Avila 1968 in San Salvador und fand dort auch seine letzte Ruhestätte. 

## Rezeption
In Avilas literarischem Schaffen beginnt die Abkehr vom Modernismo. Eines seiner bekanntesten Werke ist „Vigía sin luz“, eine stilsichere Melange aus Prosa, Lyrik und Theaterstück. Darin thematisiert Avila die Geschichte eines blinden Jugendlichen, der im Laufe der Zeit lernt, sich mit seinem Schicksal zu arrangieren. Sein Prosagedicht „El himno sín patria“ gestaltete Avila als Apologie des Friedens und der Musik.  

## Werke (Auswahl)
Lyrik
- Fuentes de alma. 1917.
- Die Hymne ohne Vaterland („El himno sín patria“). Verlag Wesemeyer, Hamburg 1953.
- Poeta egoísta. 1922.
- Los ritmos desnudos. 1925.
- Vigía sin luz. 1927.

Prosa
- El mundo de mi jardín. 1927.
- Los sueños de Alvarado. 1919.